# O Crime do Cais do Valongo
O Crime do Cais do Valongo é um romance brasileiro, de autoria de Eliana Alves Cruz, caracterizado por aspectos históricos e ficcionais. A narrativa é pautada em extensa pesquisa que a autora realizou em Moçambique e também em fontes históricas do Rio de Janeiro para abordar a história de negros e negras escravizados no Brasil colonial a partir das vozes de dois personagens, o mestiço liberto Nuno Alcântara Moutinho e a moçambicana escravizada  Muana Lomué.
Os personagens conduzem o leitor por um cenário marcado pelos horrores da escravidão nos tempos de D. João VI ao mesmo tempo em que revelam a potência da cultura das ruas e da reconstrução de sociabilidades pelas pessoas, descendentes de africanas e africanos sequestrados e escravizados.  A obra se destaca ao trazer perspectiva que desafia estereótipos e revela que, mesmo num contexto brutal como o da escravidão, as pessoas escravizadas não apenas resistem mas elaboram uma existência criativa. O título da obra faz referência ao Cais do Valongo, no Rio de Janeiro, ponto em que pessoas negras aportavam para serem comercializadas como mercadoria em armazéns, no período colonial brasileiro.
A primeira edição da obra é da editora Malê, em 2018.

## Características
A  narrativa é alternada entre as personagens Muana Lomué, moçambicana escravizada que domina a leitura, e o mestiço liberto Nuno Alcântara Moutinho, um filho de português e negra escravizada, que deseja abrir uma livraria. A  trama inicia com a revelação do corpo do próspero negociante Bernardo Vianna, encontrado em uma ruela carioca. Com trânsito entre a história e a ficção, a obra expõe uma trama de relações e ações que compreende a vida das pessoas escravizadas, suas origens, espiritualidade e estratégias de resistência. 
Ao rememorar infância e abordar sua ancestralidade, a personagem Muana apresenta a parte oriental do continente africano.
A leitura e a escrita tem presença marcante na história, pois Muana possui tal habilidade, mas, não a revela e é a partir da leitura que a personagem se posiciona em diversas situações. Ao assumir a narrativa no capítulo intitulado “Eu leio, eu escrevo”, essa enunciação em primeira pessoa feita por mulher negra e escravizada provoca um efeito de engrandecimento da personagem, colocada na posição de sujeito ao dominar competência que grande parcela da população branca não possuía.
Destaca-se na narrativa o contexto carioca durante o período joanino. Além do Cais do Valongo, a obra passa pelo Cemitério dos Pretos Novos, Pedra do Sal, Cais Pharoux, Praia de Dom Manoel, Rua Direita e outros locais na área central da cidade. Apresenta o Caminho de São Cristóvão e o bairro de Botafogo, em que a elite e a  aristocracia residiam. As chácaras de Andharaí Grande, utilizadas pelas famílias abonadas como casa de campo também são apresentadas.

A autora relata que a ideia de escrever a obra surgiu: 
quando vi objetos encontrados nas escavações [que descobriram os restos do cais do Valongo]. Junto com os restos do que foi o cais por onde entraram de 1811 a 1831 entre 500 mil a um milhão de escravizados vindos das mais diferentes partes do continente africano, também surgiram brincos, contas, cachimbos, peças de jogos, enfim, objetos muito pessoais. Imediatamente minha imaginação voou para o passado tentando saber detalhes dos que aqui chegaram. Uma destas peças, um brinco em formato de meia lua, me levou direto à Moçambique. Neste momento começou a criação do livro.

## Crítica
A obra ficcional de Eliana Alves Cruz reescreve a História, recorrendo à pesquisa de fontes materiais e à habilidade em ler as entrelinhas e lacunas da historiografia  oficial. A autora recorre aos registros históricos e lança perguntas para, a partir da literatura, dar vida a histórias que precisam ser conhecidas.

## Publicação
Publicado em 2018 pela editora Malê.